# Antonija
Antonija est un prénom féminin croate, letton, serbe et slovène, variant de Antonia. Ce prénom peut désigner:

## Prénom
- Antonija Blaće (en) (née en 1979), présentatrice télévisuelle croate
- Antonija Nađ (en) (née en 1986), sprinteuse céiste serbe
- Antonija Panda (en) (née en 1977), sprinteuse céiste serbe
- Antonija Mišura (née en 1988), joueuse croate de basket-ball
- Antonija Šola (en) (née en 1979), actrice et compositrice croate

## Référence
1. ↑  « Antonija », sur Name-doctor.com (consulté le 13 octobre 2019)